# Снеллен, Херманн
Херманн Снеллен (19 февраля 1835 — 18 января 1908) — нидерландский офтальмолог, профессор офтальмологии Утрехтского университета, который в 1862 году ввёл так называемую таблицу Снеллена для проверки остроты зрения. Стал директором Нидерландской офтальмологической больницы, сменив на этом посту Франциска Корнелиса Дондерса.

## Биография
Родился в городе Зейст, Нидерланды. Изучал медицину в Утрехтском университете под руководством Франциска Дондерса, Геррита Яна Мульдера и Якоба Шрёдера ван дер Колка, получив степень доктора медицины в 1858 году. Он специализировался в офтальмологии, работая в качестве помощника врача в Нидерландской офтальмологической больнице (нид. Nederlandsch Gasthuis voor Ooglijders) после завершения обучения. Он был объявлен преемником Дондерса на посту директора этого учреждения в 1884 году и занимал эту должность до 1903 года. В 1877 году он был назначен профессором офтальмологии в Утрехтском университете. Он занимался исследованиями астигматизма, глаукомы и другие заболевания глаз, а также проводил исследования по коррекции остроты зрения с использованием очков и офтальмологических операций.
Несмотря на то, что до него несколькими учёными были разработаны таблицы для проверки остроты зрения, Снеллен создал собственную таблицу в 1862 году, которая была названа его именем и быстро стала мировым стандартом, которым остаётся в западном мире и в XXI веке.
Умер в Утрехте.